# Albatros Superfosfaatfabrieken

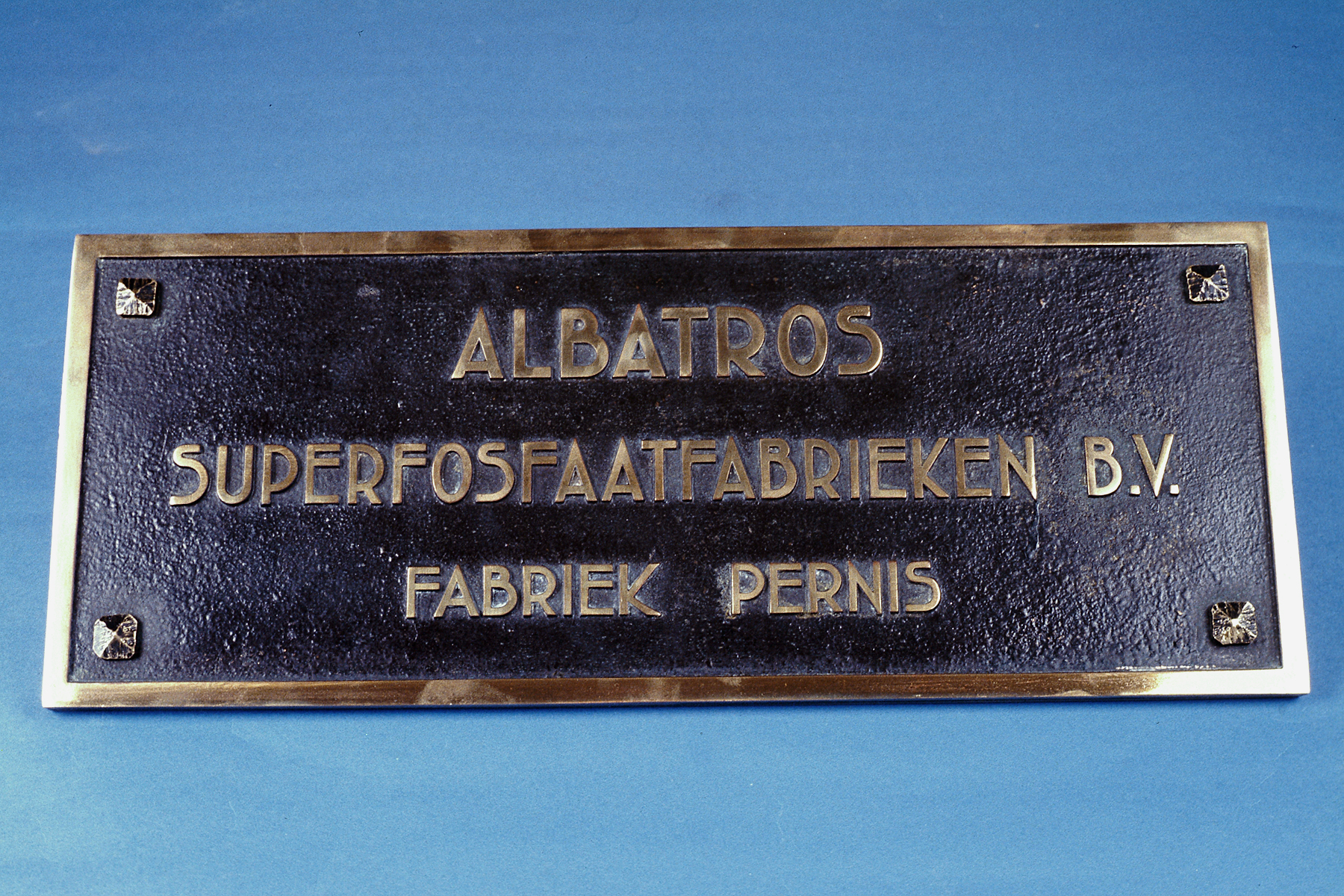

Albatros Superfosfaatfabrieken is de naam van een door fusie ontstane maatschappij die superfosfaat en zwavelzuur produceerde.

## Voorgeschiedenis
De productie van superfosfaat begon in Nederland in 1875, toen Salomonson in Capelle aan den IJssel een kleinschalige superfosfaatfabriek bouwde. Deze fabriek werd in 1895 omgedoopt in Centrale Guanofabrieken (CGF). Deze stelde in 1904 en 1910 zwavelzuurfabrieken in werking.
In 1882 werd deze gevolgd door Coenen & Schoenmakers te Uden en door Van Hoorn, Luitjens en Kamminga in Groningen.
In 1895 kwam te Zwijndrecht een grootschaliger fabriek tot stand, de Internationale Guano en Superphosphaat Werken. Deze fabriek maakte eveneens het voor het proces benodigde zwavelzuur aan.
In 1907 werd de Amsterdamsche Superfosfaatfabriek (ASF) opgericht.
In 1910 werd de Pernis de Superfosfaatfabriek "Holland" gestart, die in 1913 door ASF werd overgenomen.
In 1915 vond een fusie plaats tussen de Zwijndrechtse en de Groningse fabrieken en ontstonden de Vereenigde Chemische Fabrieken (VCF).
In 1917 fuseerden ASF en VCF tot ASF-VCF, dat in 1948 werd omgedoopt tot Albatros Superfosfaatfabrieken.
De vestiging in Groningen werd in 1917, die in Zwijndrecht in 1941 stilgelegd.

## Verdere ontwikkeling
In 1959 richtte Albatros, samen met het Amerikaanse bedrijf CMC, de Albatros Zwavelzuur en Chemische Fabrieken op, waar zwavelzuur werd geproduceerd uit pyriet. In hetzelfde jaar kwamen beide fabrieken in bezit van de Koninklijke Nederlandse Zoutindustrie, die later opging in het AkzoNobel concern. Uiteindelijk fuseerde Albatros in 1962 met Mekog in IJmuiden tot de Verenigde Kunstmestfabrieken Albatros-Mekog ofwel VKF. Zie voor de verdere geschiedenis bij Mekog.